# Corticaria subimpressa
Corticaria subimpressa là một loài bọ cánh cứng trong họ Latridiidae. Loài này được Zimm miêu tả khoa học năm 1869.